# Berliner Weisse
Berliner Weisse oder Berliner Weiße ist ein Synonym für Berliner Weißbier. Es ist eine Herkunftsbezeichnung, die nur Berliner Brauereien verwenden dürfen.

## Marke
Die Bezeichnung Berliner Weisse ist seit 1987 als eingetragene Marke des Brauereiverbandes Berlin/Brandenburg geschützt.

## Sorte
Im November 2014 wurde das Getränk in der handwerklich hergestellten und fermentierten Variante von der Slow Food-Stiftung für Biodiversität zum schützenswerten, regionalen Kulturerbe erklärt und daraufhin in die „Arche des Geschmacks“ des Vereins Slow Food Deutschland aufgenommen.